# Académie de Gondichapour
L’Académie de Gondichapour (en persan : دانشگاه گنديشاپور / Dânešgâh Gondišâpur, également connue sous les noms de Gundishapur, Jondishapoor, Jondishapur, Jondishapour, Gondeshapur, Gondê Shâpûr, Jund-e Shapur, Jundê-Shâpûr, etc.) était une célèbre Académie universitaire de la ville de Gundishapur qui fut, au cours de l’Antiquité tardive, le centre intellectuel de l’empire sassanide. Ainsi que l'explique la Chronique de Séert, la ville de Gundishapur est la conséquence de la déportation de la population chrétienne d'Antioche et de leur évêque Demetrianos en 270 par le roi Shapur Ier, mais l'école a commencé ses activités beaucoup plus tard. 
L'Académie était située dans l'actuelle province du Khuzestan, dans le sud-ouest de l'Iran, près de la rivière Karoun. Elle proposait l’enseignement de la médecine, de la philosophie, de la théologie et des sciences. Le corps professoral était versé non seulement dans les traditions zoroastriennes et  perses, mais enseignait aussi les langues grecques et indiennes. L'Académie comprenait une bibliothèque, un observatoire, et le plus ancien hôpital d'enseignement connu. Selon les historiens le Cambridge de l'Iran, c'était le centre médical le plus important de l'ancien monde (défini comme le territoire de l'Europe, de la Méditerranée et du Proche-Orient) au cours des VIe et VIIe siècles. 

## Histoire
Dans cette ville autrefois connue sous le nom de Beth Lâpât, eut lieu en 484 un concile qui consacra l'autonomie doctrinale de l'Église de l'Orient. En 489 CE, la fermeture du centre théologique et scientifique nestorien d’Edesse, en Mésopotamie fut ordonnée par l’empereur byzantin Zeno, ainsi que son transfert à l’École de Nisibe, également connue sous le nom de " Nisibīn", alors sous domination de l’empire perse au siège des facultés laïques de Gundishapur, au Khouzestan. Ici, les savants, en collaboration avec les philosophes païens bannis d’Athènes par Justinien en 529, ont réalisé d’importants travaux de recherche en médecine, astronomie et mathématiques.
Toutefois, ce fut sous le règne de l'empereur sassanide Khosro Ier (531-579 CE), surnommé Anushiravan, littéralement «âme immortelle», et connu par les Grecs et les Romains sous le nom de Chosroes, que Gondeshapur a été renommé pour son enseignement de la médecine et  ses érudits. Khosro Ier a donné refuge à de nombreux philosophes grecs, de langue syriaque et à des chrétiens nestoriens qui fuyaient les persécutions religieuses de l’empire byzantin. Les Sassanides ont longtemps lutté contre les Romains et les Byzantins pour le contrôle des territoires qui forment de nos jours l’Irak  et la Syrie, et étaient naturellement disposés à accueillir les réfugiés (Ils donnèrent asile aux derniers philosophes néoplatoniciens après la fermeture de l'école d'Athènes, ordonnée en 529 par Justinien).
Le roi, grand amateur de culture hellénique, a chargé les réfugiés de traduire les textes du grec et du syriaque en persan (écriture pehlevi). Ils ont traduit différents ouvrages concernant la médecine, l'astronomie, la philosophie, les techniques de l’artisanat. Cependant, on dit que les philosophes ne se seraient pas plu en Perse et seraient retournés plus tard en Grèce. 
Plus que le persan, on utilisait le syriaque dans lequel furent traduits les œuvres de Galien, une grande partie d'Hippocrate, la Logique d'Aristote, des traités d'astronomie, de mathématiques et d'agriculture. L'évêque monophysite Georgios y traduit l'Organon d'Aristote et un autre évêque, Sévéros, qui traduit les Analytiques, est connu pour avoir introduit en Iran les chiffres indiens qui seront appelés plus tard chiffres "arabes". 
Anushiravan s’est également tourné vers l'est, et a envoyé le célèbre médecin  Borzouyeh (Bukhtîshû Mâsawayh, ou son fils Yûhannâ Ibn Mâsawayh) inviter des savants indiens et chinois à Gondishapur. Ces visiteurs ont traduit des textes indiens sur l'astronomie, l'astrologie, les mathématiques et des textes chinois sur la médecine, ainsi que la phytothérapie et la religion. Borzouyeh aurait lui-même a traduit le Pañchatantra du sanskrit en persan sous le titre de Kalila u Dimana.

## Importance de Gundishapur
Selon Cyril Elgood dans A Medical History of Persia: 
"Dans une très large mesure, la Perse doit se voir attribuer le mérite d’avoir créé le concept de système hospitalier".
En plus de la formalisation des soins médicaux et des connaissances, les érudits de l'Académie ont également transformé l'enseignement de la médecine : plutôt que d'apprendre avec un seul médecin, les étudiants en médecine ont été appelés à travailler à l'hôpital sous la supervision de toute la faculté de médecine. Il existe même des preuves que les diplômés ont dû passer des examens pour exercer comme médecins accrédités à Gundishapur (ainsi qu’il est rapporté dans un texte arabe, le Tarikhu l-Ħikama). 
George Ghevarghese Joseph, dans son Crest of the Peacock confirme que Gundishapur a également eu un rôle central dans l'histoire des mathématiques.

## Gundishapur sous la domination musulmane
La dynastie sassanide a été chassée du pouvoir par les armées arabes musulmanes en 638. L'académie a survécu au changement de dirigeants et a fonctionné pendant plusieurs siècles comme institut musulman d'enseignement supérieur. Il a ensuite été supplanté par un institut créé dans la capitale abbasside de Bagdad. En 832 CE, le calife Al-Ma'mūn a fondé la célèbre Baytu l-Hikma, la Maison de la sagesse. Il y a imité les méthodes de Gundishapur, en effet, la Maison de la sagesse était encadrée par des diplômés de l'ancienne Académie de Gundishapur. On estime que la Maison de la sagesse a été dissoute par Jafar al-Mutawakkil, le successeur d’Al-Mamun. Toutefois, à cette époque  le centre intellectuel du califat abbasside a été définitivement transféré à Bagdad, de telle sorte que désormais on trouvera dans la littérature contemporaine peu de références aux universités ou aux hôpitaux de Gundishapur.
L'importance du centre a progressivement décliné. Selon le recueil Lestrange 1905 des géographes arabes de 1905, Le califat des terres de l'Est, al-Muqaddasi l’écrivain du Xe siècle décrit Gundishapur comme tombant en ruines (Lestrange, 1905, p. 238).

## Médecins célèbres de Gundishapur
- Borzouyeh, médecin chef de Khusraw I.
- Bukhtishu, un chrétien  nestorien perse.
- Masawaiyh, un chrétien  nestorien perse.
- Sarakhsi, Ahmad Tayyeb, décédé en 900 CE.
- Sahl, Sabur ibn.  un chrétien  nestorien perse. A écrit un des premiers livres médicaux sur les antidotes, intitulé l’ Aqrabadhin.
- Nafi ibn al-Harith (E. Browne, Islamic Medicine, 2002, p.11,  (ISBN 978-81-87570-19-6))

## Gundishapur à l’époque moderne

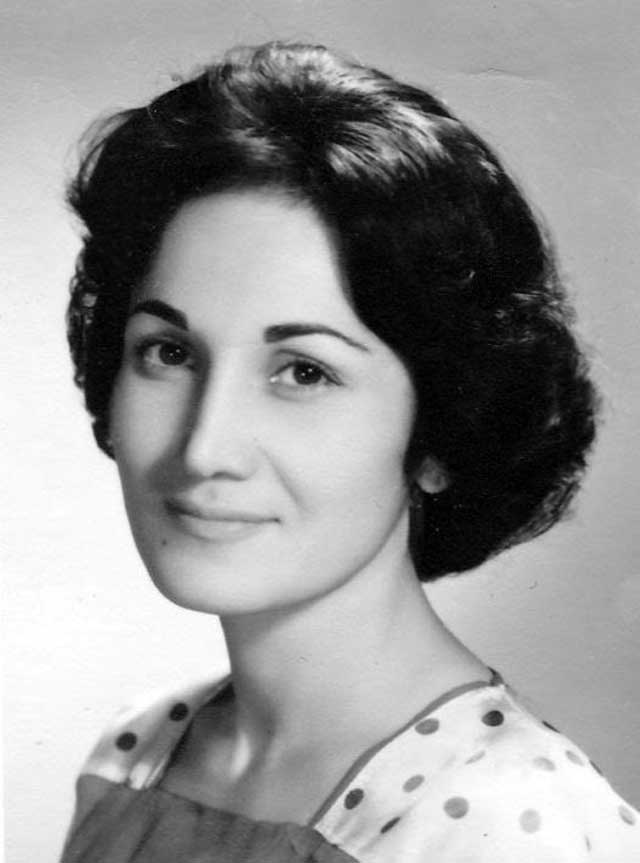
Peu de temps après la fondation de l'école moderne de Gundishapur, le Dr. Tal'at Basāri a été nommée vice-chancelier de l'université, ce fut la première femme à atteindre un poste de ce niveau dans une université en Iran.

Sous la dynastie Pahlavi, l’héritage de Gundishapur a été honoré par la fondation de l'Université Gundishapour et sa sœur jumelle l’institution Jondishapur University of Medical Sciences, près de la ville d’Ahvaz en 1959,.
La Jondishapour University of Medical Sciences a été fondée à ce moment et a reçu le nom de son prédécesseur sassanide, donné par son fondateur et premier chancelier, le Dr. Mohammad Kar, le père de Cyrus Kar, à Ahvaz en 1959.
L’université de Gundishapur a été rebaptisée Shahid Chamran University of Ahvaz en 1981 en l'honneur de Mostafa Chamran. 
Elle a été rebaptisée à nouveau Ahvaz Jondishapur University of Medical Sciences récemment.
Si on se base sur le fait que l’université de Gundishapur a été fondée par le roi iranien Shapur Ier, il y a plus de 1 700 ans, elle est la plus ancienne université de l'histoire de l'humanité.
La première femme à être nommée comme vice-chancelier dans une université d’Iran, le Dr. Tal'at Basāri, a été nommée à cette université au milieu des années 1960, et au début de 1968, les plans d’un campus moderne ont été conçus par le célèbre architecte Kamran Diba.
L’antique Gundishapur doit également bénéficier de fouilles archéologiques. Des experts de l'Archaeological Research Center de l’Iran's Cultural Heritage Organization et l'Institut oriental de l’université de Chicago a planifié des fouilles pour le début de l'année 2006
.